# Ceratonereis beringiana
Ceratonereis beringiana är en ringmaskart som först beskrevs av Levenstein 1961.  Ceratonereis beringiana ingår i släktet Ceratonereis och familjen Nereididae. Inga underarter finns listade i Catalogue of Life.